# Puccinellia distans
Espèce
Classification phylogénétique
Puccinellia distans ou Glycérie à épillets espacés est une espèce de poacée.

## Répartition
Puccinellia distans est présente en Amérique du Nord et en Europe.

## Synonyme
- Glyceria distans

## Sous-espèces
- Puccinellia distans subsp. borealis
- Puccinellia distans subsp. distans
- Puccinellia distans subsp. hauptiana